# Claude Fleury
Claude Fleury, född 6 december 1640 i Paris, död 14 juli 1723 i Paris, var en fransk katolsk teolog och jurist.
Fleury var anställd vid hovet för de kungliga barnens uppfostran, och 1716-1722 biktfader hos Ludvig XV. Hans främsta arbete är Histoire ecclésiastique (fram till 1414; 20 band 1691-1720, senare fortsatt av Jean Claude Fabre och Alexandre Lacroix). Verkets gallikanska tendens förskaffade Fleury konflikter med bland annat jesuiterna.